# Иванен, Анатолий Вильямович
Анатолий Вильямович Иванен (фин. Anatoli  Iivonen; 17 апреля 1950, Якутия — 31 декабря 2013, Пушкин, Санкт-Петербург) — русский поэт, член Союза писателей СССР и России, автор девяти книг стихов. Лауреат литературной премии имени Бориса Корнилова за 2008 год (Санкт-Петербург).

## Биография
Родился в Якутии на берегах реки Лены в семье высланных в 1942 году из Всеволожского района Ленинградской области финна-ингерманландца и петербургской немки. Отец Анатолия Иванена был родом из деревни Таскунмяки (близ Токсово), мать — из немецкой колонии Янино-1 (Немецкое Янино).
Вырос под Ленинградом в деревне Хиттолово в 8 км от посёлка Токсово. Учился в Токсовской школе. Окончил филологический факультет Ленинградского университета.
Как художник сформировался в 1970-е годы в ленинградской культурной среде «пригородных поэтов» (Всеволожск, ЛИТО «Ладога»).
В творчестве и мировоззрении — лирик, певец уходящих, патриархальных семейных устоев, неброской природы русского Севера, исторических и мифологических аллюзий, идущих от древней полуправославной-полуязыческой Руси.
В 1990-е — 2000-е гг. жил в Финляндии (Лаппеэнранта), куда эмигрировала вся его ингерманландская семья.
Последние годы жизни русского поэта связаны с городом Пушкин (Царское Село).
Умер 31 декабря 2013 года от черепно-мозговой травмы, полученной при невыясненных обстоятельствах.
Похоронен на семейном погосте Токсовского кладбища.